# Nombre infinit
Els nombres infinits o nombres transfinits, són nombres que no són finits. Aquests nombres van ser descoberts per George Cantor.
Com els nombres finits, hi ha dues maneres de pensar en els nombres transfinits, com a ordinals i com a cardinals. A diferència dels ordinals i cardinals finits, els transfinits ordinals i cardinals defineixen diferents classes de nombres.
- El menor nombre ordinal transfinit és ω.

- El primer transfinit cardinal és àlef zero (o àlef-0) {\displaystyle \aleph _{0}}, la cardinalitat del conjunt (infinit) de nombres sencers. El següent nombre cardinal (per ordre creixent) és àlef u, {\displaystyle \aleph _{1}}. Podem definir el nombre cardinal, segons Cantor, com:

"Anomenarem potència o nombre cardinal del conjunt {\displaystyle M} al concepte general que mitjançant la nostra facultat activa o pensament resulta quan es fa una abstracció de la naturalesa dels elements que li pertanyen i en l'ordre que estan donats."
La hipòtesi del continu postula el següent: 
"No existeix un conjunt {\displaystyle A} que compleixi {\displaystyle |\mathbb {N} |<|A|<|\mathbb {R} |}"
És a dir, que no hi pot haver cap nombre cardinal entre {\displaystyle \aleph _{0}} i la cardinalitat dels nombres reals, d'on es deduïria, llavors, que {\displaystyle \aleph _{1}=|\mathbb {R} |}.
En els dos sistemes de nombres cardinals i ordinals, els nombres transfinits poden estendre's a nombres cada cop més grans i cada cop més estranys.